# Kallaganur, Shirhatti
Kallaganur là một làng thuộc tehsil Shirhatti, huyện Gadag, bang Karnataka, Ấn Độ.